# Kumpel Anton
Kumpel Anton ist ein fiktiver Charakter des Autors Wilhelm Herbert Koch. Er erlangte als Prototyp des Bergmanns Kultstatus im gesamten Ruhrgebiet.

## Geschichte
Am 4. Dezember 1954 druckte die Westdeutsche Allgemeine Zeitung erstmals die Glosse Kumpel Anton ihres Sportredakteurs Wilhelm H. Koch in der Wochenendausgabe. Dabei wurden die Texte vom Maler, Grafiker und Illustrator Otto Berenbrock bildlich umgesetzt. Bis zu Antons „Pensionierung“ wurden etwa 1.400 Geschichten über ihn in der WAZ abgedruckt. Seit 1955 wurden sie in mehreren Büchern zusammengefasst. Spätestens 1967 hatte er seine Position als eigenständige Marke im Ruhrgebiet eingenommen.

## Sprache
Die Sprache ist ein Konglomerat aus verschiedenen Dialekten. Sie erhält einen zusätzlichen Humor dadurch, dass sie in der Glosse so geschrieben wird, wie sie gesprochen klingt. So werden zum Beispiel Endungen auf „-ben“ zu „-m“ oder „-mm“, wobei der vorangehende Vokal verlängert wird, Endungen auf „-s“ oder „-ss“ zu „-tt“ (vor allem „Was“ und „Das“ zu „Watt“ und „Datt“). Das Ruhrdeutsche ist zusätzlich mit Bildern, Metaphern und Lautmalereien aus verschiedenen anderen Sprachen angereichert: „Kappes“ (Kölsch), „jottwedee“ (Berlinerisch), „stickum sein“ (Jiddisch), „Lamäng“ (Französisch).

## Aufbau der Glosse
Die Glosse beginnt mit einer Eingangsfrage, auf der sich ein Gespräch aufbaut. Am Ende kommt sie wieder auf ihren Ausgangspunkt zurück.

## Personen
Folgende Personen treten in den Geschichten auf:
Anton: Bergmann, Angesprochener und das handelnde Ich in den Geschichten.

„Anton war pfiffig, kreativ und bodenständig, anti-elitär, das Gegenteil von einem Helden…“

Emil (Ämmil) Cervinski: Ebenfalls Bergmann, Kollege von Anton und Fragesteller zu Beginn des Gesprächs. Sein Nachname ist für das Ruhrgebiet typisch, da dessen Endung „-ski“ darauf hindeutet, dass er polnische Vorfahren hat.
Folgende Personen und Orte werden in den Geschichten außerdem genannt:
Taubenvater Jupp (Taumvatters Jupp), Maschinensteiger Willms, Erna (Ääna), Hans (Hänsken) Grabowski, Tante Martha (Matta), Karl (Kaal) Backhaus und dessen Verlobte, Herr Szepanek (Szeppannek), Werner (Wärner), Adolf Graf (Graf Adolf), Hetti, Herr Roschmanns Sohn

## Tonträger
Schallplatten und Hörbuch mit Kumpel Anton:
- Wilhelm Herbert Koch: Kumpel Anton. Sprecher: Alfred Klausmeier. Single. Bertelsmann Schallplattenring, 1965. Bestell-Nr. 56165
- Wilhelm Herbert Koch: Humor der Landschaften – Kumpel Anton. Sprecher: Alfred Klausmeier. Single. Bertelsmann Schallplattenring/Ariola-Athena.
- Wilhelm Herbert Koch: Kumpel Anton. Sprecher: Alfred Klausmeier. EP. Marcato eurodisc-Musikproduktion, 1968. Bestell-Nr. 60732
- Wilhelm Herbert Koch mit Kumpel Anton: Humor der Landschaften – Von Hamburg’s Klein Erna bis München’s Karl Valentin. LP. Marcato eurodisc-Musikproduktion, 1978
- Wilhelm Herbert Koch: Kumpel Anton für zum Hören. Sprecher: Bruno „Günna“ Knust. Audio-CD. Droste Verlag, 2007. ISBN 978-3-7700-1273-2